# 머요로시 이슈트반
머요로시 이슈트반(헝가리어: Majoros István, 1974년 7월 11일~)은 헝가리의 레슬링 선수이다. 올림픽에 2회 참가하였으며, 2004년 하계 올림픽 남자 그레코로만형 밴텀급에서 금메달을 획득했다.